# Кларк, Блейк
Блейк Кларк (англ. Blake Clark; род. 2 февраля 1946, Мейкон, США) — американский актёр, стендап-комик, певец, сценарист. Наиболее известен озвучиванием Спиральки в мультфильме «История игрушек 3: Большой побег».

## Биография
В 1969 году в родном штате Джорджия Б.Кларк окончил частный колледж Ла-Гранж по специальности Исполнительское искусство.
Часто играл в одних фильмах с Адамом Сэндлером. В их числе «Маменькин сыночек», «Никки, дьявол-младший», «Миллионер поневоле», «Восемь безумных ночей», «50 первых поцелуев», «Чак и Ларри: Пожарная свадьба», «Сказки на ночь» и «Одноклассники».
В качестве приглашенного актёра снялся в нескольких телевизионных сериалах, включая «Парень познаёт мир», «Большой ремонт», «Все ненавидят Криса», «Держись, Чарли!».
Был близким другом Джима Варни, озвучивавшим Спиральку в первых частях «Истории игрушек», который скончался в 2000 году. Кларк занял его место.

## Личная жизнь
Женат на Шэрон Кларк, вместе с которой имеет двоих сыновей. Трэвис, один из них, тоже комик.
Ветеран вьетнамской войны, отслуживший капитаном 101-й воздушно-десантной дивизии.